# Блек-Даймонд (Флорида)
Блек-Даймонд (англ. Black Diamond) — переписна місцевість (CDP) в США, в окрузі Цитрус штату Флорида. Населення — 1255 осіб (2020).

## Географія
Блек-Даймонд розташований за координатами 28°54′24″ пн. ш. 82°29′40″ зх. д. / 28.90667° пн. ш. 82.49444° зх. д. (28.906715, -82.494576).  За даними Бюро перепису населення США в 2010 році переписна місцевість мала площу 10,23 км², уся площа — суходіл.

## Демографія
Згідно з переписом 2010 року, у переписній місцевості мешкала 1101 особа в 464 домогосподарствах у складі 373 родин. Густота населення становила 108 осіб/км².  Було 609 помешкань (60/км²).
Расовий склад населення:
| - 89,6 % — білих - 7,8 % — азіатів - 1,5 % — чорних або афроамериканців - 0,2 % — корінних американців |

До двох чи більше рас належало 0,7 %. Частка іспаномовних становила 1,8 % від усіх жителів.
За віковим діапазоном населення розподілялося таким чином: 8,1 % — особи молодші 18 років, 40,1 % — особи у віці 18—64 років, 51,8 % — особи у віці 65 років та старші. Медіана віку мешканця становила 65,8 року. На 100 осіб жіночої статі у переписній місцевості припадало 86,6 чоловіків;  на 100 жінок у віці від 18 років та старших — 90,2 чоловіків також старших 18 років.
Середній дохід на одне домашнє господарство  становив 93 583 долари США (медіана — 110 159), а середній дохід на одну сім'ю — 107 925 доларів (медіана — 111 864). За межею бідності перебувало 14,5 % осіб, у тому числі 40,9 % дітей у віці до 18 років та 7,3 % осіб у віці 65 років та старших.
Цивільне працевлаштоване населення становило 277 осіб. Основні галузі зайнятості: освіта, охорона здоров'я та соціальна допомога — 54,5 %, будівництво — 24,9 %, транспорт — 20,6 %.